# Humber Armoured Car
Humber Armoured Car (Humber AC) – brytyjski samochód pancerny z okresu II wojny światowej, jeden z podstawowych modeli samochodów pancernych używanych podczas wojny przez wojska państw Wspólnoty Brytyjskiej. Był to dwuosiowy średni samochód pancerny, z napędem na obie osie; jego główne uzbrojenie stanowił wielkokalibrowy karabin maszynowy 15 mm Besa, a w ostatniej wersji Mk IV – działko 37 mm.

## Historia

### Powstanie konstrukcji
Samochód pancerny Humber powstał w odpowiedzi na zapotrzebowanie armii brytyjskiej na nowy samochód pancerny, mający pełnić podstawową funkcję w pułkach kawalerii pancernej. Początkowo – do 1941 roku, średnie samochody pancerne były oficjalnie klasyfikowane w armii brytyjskiej jako „lekkie czołgi kołowe” – ang. Tank, Light (Wheeled), z powodu uzbrojenia odpowiadającego czołgom lekkim. Tuż przed II wojną światową armia brytyjska wybrała jako nowy pojazd tej klasy samochód pancerny Guy, który zwyciężył w testach porównawczych w 1938 roku i został zamówiony w ilości 101 sztuk. Ponieważ jednak firma Guy Motors miała niewystarczające moce produkcyjne jak na zwiększone potrzeby związane z wojną, po jej wybuchu zaproponowano wytwarzanie analogicznego samochodu pancernego koncernowi motoryzacyjnemu Rootes Group. Produkcję nowego samochodu, wzorowanego na samochodzie pancernym Guy, podjęła należąca do tego koncernu firma Karrier Motors Ltd. w Luton. W odróżnieniu od pierwowzoru, wykorzystano podwozie kołowego ciągnika artyleryjskiego Carrier KT 4 produkowanego na potrzeby Indii, dysponujące mocniejszym 90-konnym silnikiem, zmodyfikowane m.in. przez przeniesienie silnika na tył i wzmocnienie zawieszenia. Pancerne nadwozia i wieże dostarczała natomiast do nich nadal firma Guy Motors w Wolverhampton, dysponująca specjalnie wykonaną obrotową ramą do spawania kadłubów. 

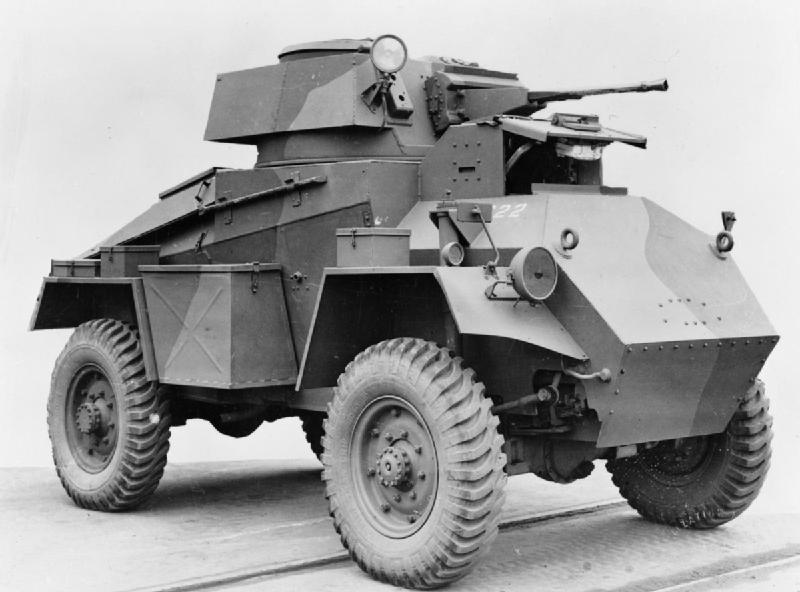
Humber AC Mk I

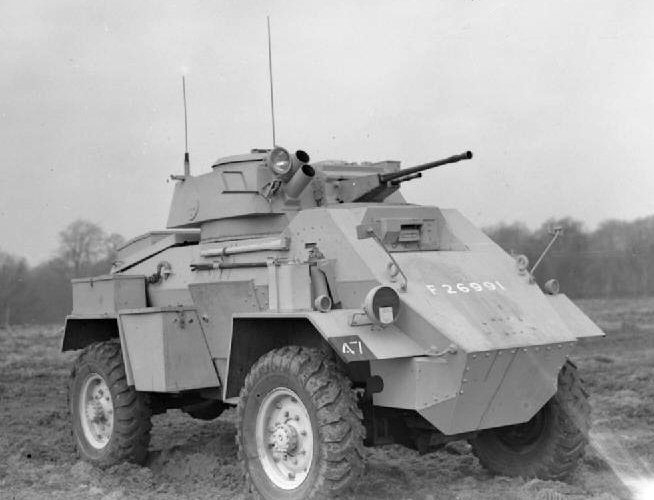
Humber AC Mk II

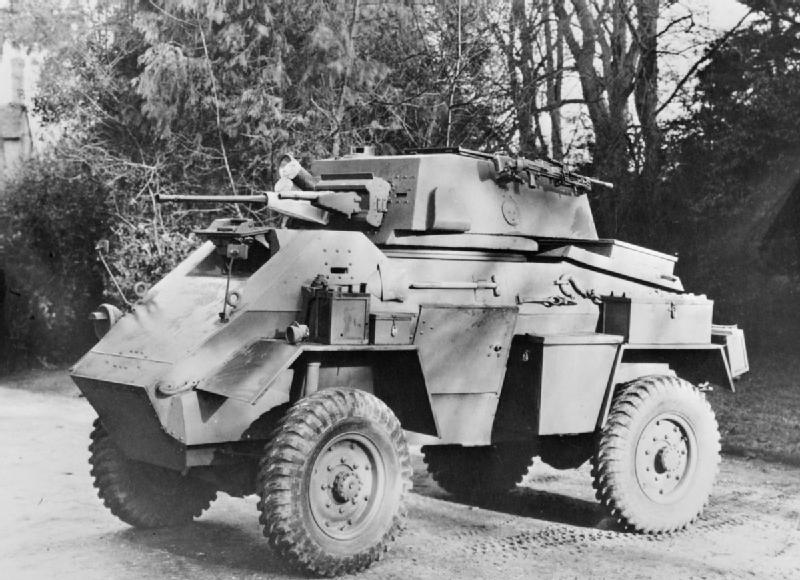
Humber AC Mk III

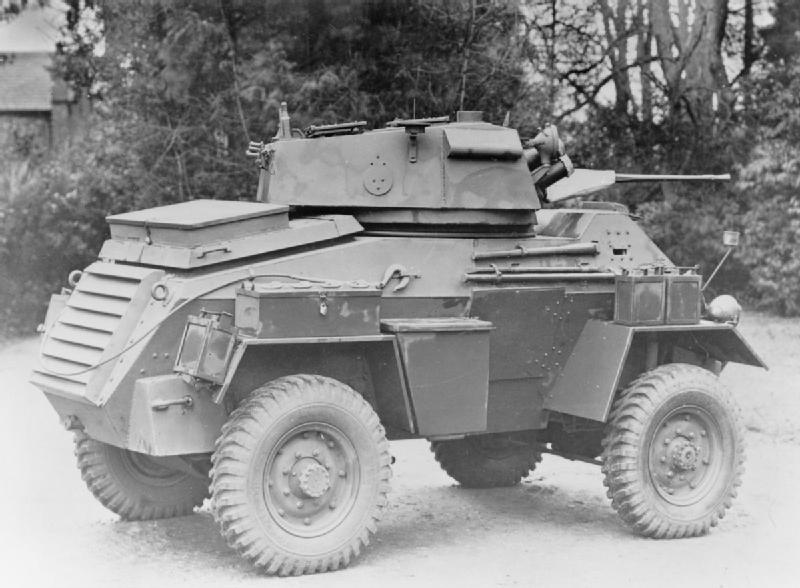
Humber AC Mk III od tyłu

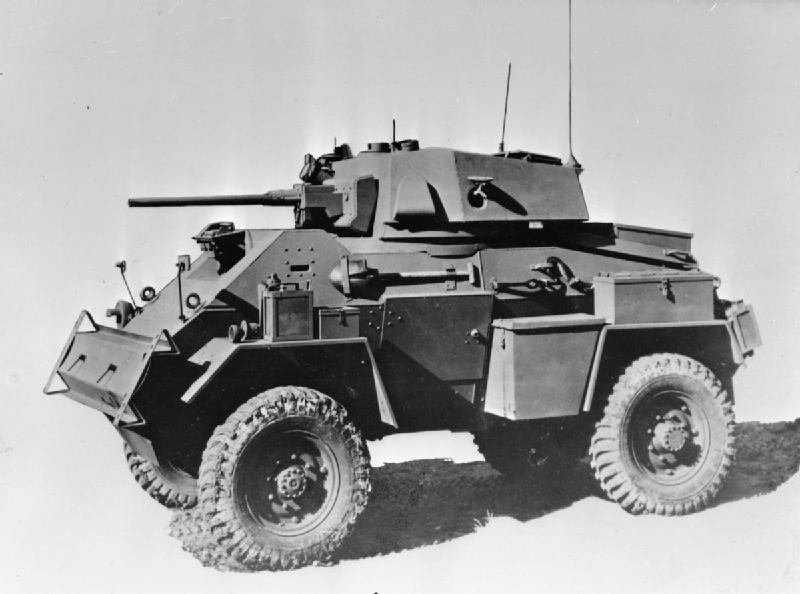
Humber AC Mk IV

Dwa prototypy nowego samochodu pancernego powstały na początku 1940 roku, a po ich udanych próbach złożono pierwsze zamówienie na 500 pojazdów. Pierwsze seryjne pojazdy pojawiły się na początku 1941 roku. Pierwotnie pojazd był klasyfikowany jako: Tank, Light (Wheeled) Mark III (kolejny numer modelu po samochodach Guy i Daimler), lecz od 1941 roku nazwano go Humber Armoured Car (Samochód Pancerny Humber). Decyzja o nazwaniu go marką Humber, również wchodzącą w skład Rootes Group, została podjęta dla uniknięcia pomyłek z transporterem gąsienicowym Carrier (firma Humber nie miała nic wspólnego z produkcją samochodu Humber AC, natomiast produkowała lekkie samochody pancerne Humber LRC).

### Rozwój i produkcja
W pierwszym modelu Humber AC Mk I pancerny kadłub i wieża były analogiczne do modelu Guy AC Mk IA, z drobnymi zmianami. Charakterystyczna dla tych modeli była prostopadłościenna nadbudówka osłaniająca głowę kierowcy oraz ukośna linia podziału między górną i dolną częścią burt w środkowej i tylnej części. Z tyłu miały one jednolitą pochyłą płytę pancerza, osłaniającą wlot powietrza chłodzącego, znajdujący się od dołu. Wizualną różnicę w stosunku do Guy AC stanowiła przede wszystkim pozioma, a nie pochyła górna krawędź tylnych błotników. Pierwsze 140 pojazdów borykało się jednak z problemem słabej jakości płyt pancernych, które pękały.
Po wyprodukowaniu 300 pojazdów w wersji Mk I, dalsze produkowano w wersji Mk II. Miała ona kadłub o ulepszonym kształcie, zapewniającym więcej miejsca dla kierowcy i lepszą ochronę przedniej części, a przy tym cechującym się uproszczonym procesem produkcji. Cała przednia górna płyta była w nim nachylona pod jednolitym kątem, bez osobnej nadbudówki kierowcy, który posiadał obecnie jedynie zagłębiony luk obserwacyjny w przedniej płycie. Zmodyfikowano także kształt bocznych ścian, które otrzymały jednolite nachylenie w części górnej, z poziomą linią podziału między częścią dolną. Z tyłu dla polepszenia chłodzenia wprowadzono opancerzoną żaluzję chłodnicy. Obie wersje Mk I i Mk II miały taką samą, dwuosobową, niską wieżę o pudełkowatym kształcie. 
W kolejnej wersji Mk III powiększono wieżę, zwiększając jej obsadę do trzech osób. Załoga samochodu zwiększyła się do czterech osób, gdyż doszedł radiooperator (poprzednio tę funkcję pełnił dowódca). Nowa wieża była nieco wyższa i dach w jej przedniej części miał niewielki spadek do przodu, a w tylnej – do tyłu. Uzbrojenie we wczesnych modelach I-III stanowił wielkokalibrowy karabin maszynowy 15 mm Besa sprzężony z karabinem maszynowym 7,92 mm Besa. Produkowano je do końcówki 1942 roku.
Słabość głównego uzbrojenia przeciw celom opancerzonym doprowadziła do powstania ostatniego, najliczniejszego modelu Mk IV, w którym zamontowano amerykańską armatę 37 mm sprzężoną z karabinem maszynowym 7,92 mm Besa, w wieży zbliżonej do modelu Mk III. Załogę zmniejszono w nim ponownie do 3 osób. 
W latach 1940–1945 zamówiono łącznie według części źródeł 3650 pojazdów Humber AC wszystkich wersji. Budowaną w Kanadzie odmianą samochodu pancernego Humber był GM Fox.

### Służba
Pierwsze pojazdy zaczęły wchodzić na uzbrojenie jednostek na Wyspach Brytyjskich około czerwca 1941 r. Od września 1941 skierowano je do jednostek bojowych w Afryce Północnej. Otrzymały je pułki kawalerii: jako pierwszy 11. Pułk Huzarów (11th Hussars), w dalszej kolejności 12. Pułk Lansjerów (12th Royal Lancers), Pułk Królewskich Dragonów Gwardii (King's Dragoon Guards) i inne. Pojazdy wersji Mk III zaczęto przekazywać oddziałom w Afryce w drugiej połowie 1942 roku. Wersja Mk IV nie zdążyła już wziąć udziału w działaniach w Afryce. Samochody Humber brały następnie udział w walkach we Włoszech oraz w Europie Zachodniej, a także na Bliskim i Dalekim Wschodzie. Pod koniec wojny Humbery w pułkach samochodów pancernych w większości zostały zastąpione przez samochody Daimler, lecz za to od 1944 roku wersja Mk IV stanowiła podstawowe wyposażenie pułków rozpoznawczych (Reconnaissance Regiment) dywizji piechoty, obok lekkich samochodów pancernych klasy LRC. 
Pojazdy AC Humber miały na swoim wyposażeniu oddziały brytyjskie, nowozelandzkie, kanadyjskie, australijskie, hinduskie, a spoza krajów Wspólnoty Narodów sojusznicze jednostki m.in. francuskie, belgijskie, czechosłowackie, polskie, greckie. Po wojnie pojazdy te, wycofywane szybko z brytyjskiej służby, znalazły się też w innych krajach Europy Zachodniej, jak Dania, Portugalia, Holandia, Cypr, a także na służbie niektórych krajów Afryki, Azji i Ameryki, jak Birma, Cejlon, Meksyk. W niektórych krajach były używane aż do lat siedemdziesiątych. Między innymi, 44 samochody w wersji Mk IV otrzymał w 1945 roku Egipt i używał ich podczas wojny izraelsko-arabskiej 1948 roku, po czym zdobyczne służyły w Izraelu. Posiadały je też siły portugalskie w kolonii Goa, zaanektowanej w 1961 roku przez Indie.

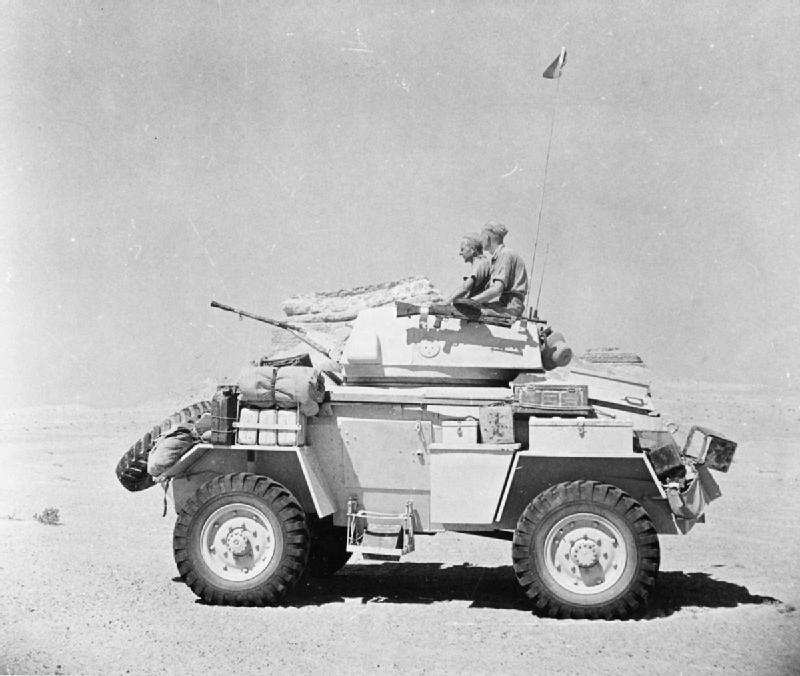
AC Humber Mk III w Afryce, 12 pułk lansjerów, 1942

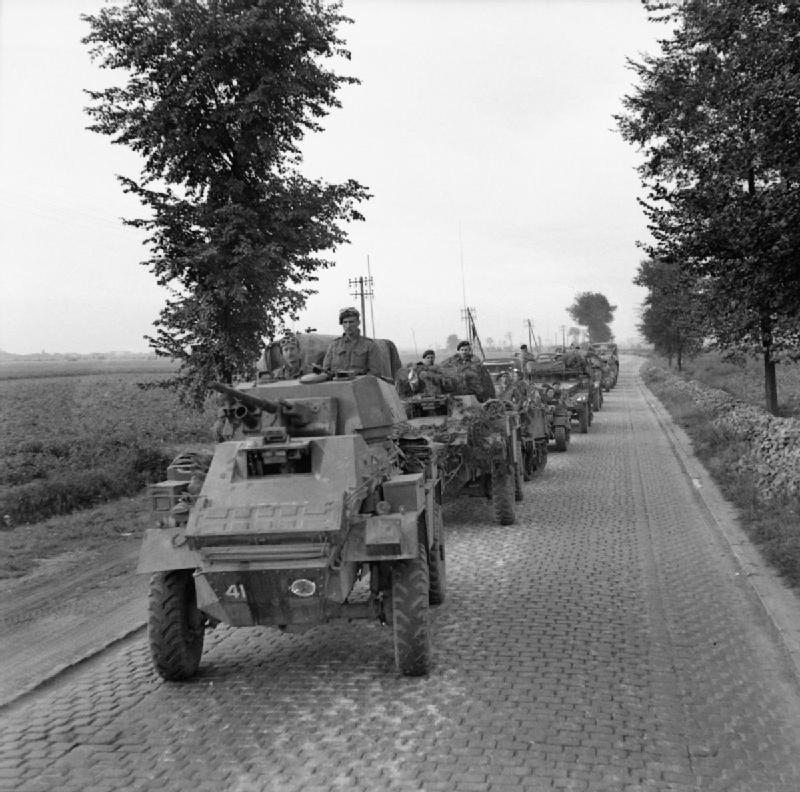
Kolumna pojazdów rozpoznawczych 15 Dywizji (szkockiej), prowadzona przez dwa Humbery Mk IV, we Francji, 5 września 1944

W Polskich Siłach Zbrojnych Humber AC był używany jedynie do szkolenia oraz w pojedynczych egzemplarzach jako pojazd sztabowy. Przede wszystkim znajdował się na wyposażeniu 1 Pułku Rozpoznawczego 1 Dywizji Pancernej. Pierwsze pojazdy wersji Mk II i Mk III dostarczono wraz z samochodami Daimler AC w połowie 1942 roku, a od maja 1943 roku dostarczano także pojazdy wersji Mk IV. Na samochodach tych pułk brał udział w ćwiczeniach i strzelaniach bojowych. Według stanu na 18 października 1943 (trzy dni przed rozwiązaniem oddziału) w pułku znajdowało się: 30 samochodów pancernych AC Daimler, 60 samochodów pancernych AC Humber Mk IV i 2 Mk III oraz 53 Daimler Dingo. Drugą jednostką używającą ich był 9 Pułk Ułanów Małopolskich, będący pułkiem rozpoznawczym 4 Dywizji Piechoty. Podstawowym samochodem na wyposażeniu pułku był jednak Staghound, a pojazdy Humber Mk IV były nieliczne. Pojedyncze samochody Humber znalazły się na wyposażeniu 1 Dywizji Pancernej, używane przez oficerów różnych służb dowództwa, oraz były używane w ośrodkach szkolnych. Polskie oddziały używały też podobnych kanadyjskich samochodów GM Fox.
Nieliczne zdobyczne samochody były używane przez Niemców, głównie w Afryce, przez Afrika Korps (znane są m.in. zdjęcia samochodu w wersji Mk I o imieniu własnym „Hans”), lecz także w Europie.
Samochody pancerne Humber były najliczniejsze spośród średnich samochodów pancernych produkcji brytyjskiej okresu II wojny światowej (klasyfikowane jako Armoured Car, w odróżnieniu od kilku kategorii samochodów rozpoznawczych), aczkolwiek podawane są rozbieżnie liczby wyprodukowanych samochodów. Ustępowały pod względem uzbrojenia, opancerzenia i wartości bojowej samochodowi Daimler, lecz były prostsze w produkcji; miały też nieco więcej miejsca wewnątrz, przez co były preferowane jako pojazdy dowodzenia. 
Problemem Humberów było zbyt słabe uzbrojenie, które nie pozwalało zwalczać pojazdów opancerzonych przeciwnika, poza najlżej opancerzonymi. Wielkokalibrowy karabin maszynowy 15 mm Besa, stanowiący główne uzbrojenie wersji Mk I–III, nie był ceniony przez żołnierzy – jego obsługa była problematyczna, a ogień seryjny był niecelny z uwagi na wibracje, przez co na ogół z broni strzelano ogniem pojedynczym. Z tych powodów w wersji Mk IV uzbrojenie główne wymieniono na amerykańskie działko kalibru 37 mm. Z uwagi na postęp w opancerzeniu czołgów, działko to nadawało się jednak już w tym okresie głównie do walki z samochodami pancernymi i transporterami opancerzonymi (należy dodać, że działka tego typu miały także amerykańskie samochody pancerne M8 Greyhound i Staghound).

## Opis techniczny
Samochód Humber był średnim samochodem pancernym, dwuosiowym, z napędem na wszystkie koła. Konstrukcja samochodu opierała się na ramie prostokątnej. Silnik umieszczony był z tyłu, z chłodnicą za nim. Silnik we wszystkich wersjach był taki sam – Humber Super Snipe, gaźnikowy, 4-suwowy, rzędowy, 6-cylindrowy, chłodzony cieczą, o mocy maksymalnej 90 KM przy 3430 obr./min. Średnica cylindrów wynosiła 85 mm, skok tłoka – 120 mm, pojemność – 4086 cm³. Sprzęgło było suche, jednotarczowe. Mechaniczna skrzynia biegów miała 4 biegi do przodu i 1 do tyłu, przy czym liczba biegów podwajała się dzięki dwustopniowemu reduktorowi. Napęd przenoszony był przez dwustopniową skrzynkę rozdzielczą, umieszczoną bliska środka pojazdu, na obie sztywne osie, za pośrednictwem mostów napędowych z mechanizmami różnicowymi. Zawieszenie osi z przodu i tyłu było zależne, na półeliptycznych resorach wzdłużnych, z hydraulicznymi amortyzatorami. Rozstaw osi wynosił 260 cm, kół przednich – 193 cm i tylnych 183 cm. Kierowane były przednie koła. Wersja Mk IV posiadała odporne na przebicie opony typu Runflat.
Nadwozie pancerne było spawane z płyt walcowanych, mocowane w czterech punktach do ramy. Pancerz kadłuba i wieży miał grubość 14 mm, jedynie tył kadłuba miał grubość 8 mm (według innych źródeł, pancerz miał do 15 mm). Kierowca miał przed sobą luk obserwacyjny, zamykany unoszoną klapą z wkładką ze szkła pancernego (Triplexu). W dolnej części bocznych ścian były luki wejściowe, ponadto wieża miała dwa włazy w dachu. Samochód miał drugie stanowisko kierowcy z tyłu i od wersji Mk II pokrywa silnika z tyłu była unoszona hydraulicznie, z wnętrza pojazdu, aby zapewnić kierowcy widoczność przy jeździe do tyłu (do tego celu otwierana była też klapa w przegrodzie oddzielającej przedział silnikowy). W wersji Mk IV jednakże usunięto tylne stanowisko kierowcy. Wieża była osadzona na łożysku kulkowym i obracana była ręcznie. Koło zapasowe przewożono we wczesnych wersjach na przednim pancerzu, a w wersji Mk IV – na zaczepie z prawej strony kadłuba, co utrudniało jednak otwarcie włazu.

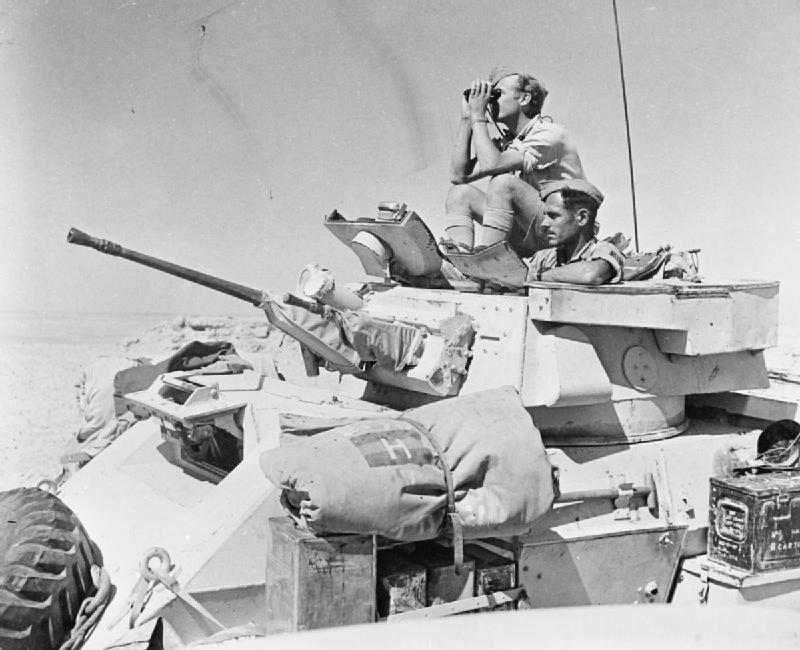
Zbliżenie wieży wersji Mk II

Uzbrojenie wersji Mk I – III stanowił wielkokalibrowy karabin maszynowy Besa kalibru 15 mm sprzężony z karabinem maszynowym km Besa kal. 7,92 mm, w wieży obrotowej. Wkm Besa zasilany był z taśm 25-nabojowych. W wersji Mk IV uzbrojenie główne stanowiło działko kalibru 37 mm, nadal sprzężone z km Besa 7,92 mm. Jako uzbrojenie dodatkowe wersje Mk I-III miały przewidziany przeciwlotniczy karabin maszynowy Bren kal. 7,7 mm, z magazynkami bębnowymi, podwieszony na sprężynowym uchwycie przeciwlotniczym Lakeman, lecz uchwyt ten nie był praktyczny i km przeciwlotniczy był rzadko widywany na pojazdach. Na późniejszych modelach instalowano czasem pojedynczy lub zdwojony km Vickers K na innym typie uchwytu PLM, umożliwiającym operowanie z wnętrza wieżyczki. Etatowe uzbrojenie przewożone wewnątrz stanowił pm Thompson kal. 11,43 mm. Z przodu, po prawej stronie wieży znajdowała się dwulufowa wyrzutnia granatów dymnych kal. 101,6 mm. Samochód był wyposażony w radiostację No.19.

## Wersje
- AC Humber Mk I – wzorowany na AC Guy, silnik większej mocy, część pojazdów przebudowano na pojazdy AA.
- AC Humber Mk II – zwiększona masa, zmieniona konstrukcja kadłuba.
- Humber Mk II O.P. – ruchomy opancerzony punkt obserwacyjny oficerów artylerii.
- Humber 6-pdr SP – lekkie samobieżne działo samobieżne uzbrojone w 1 armatę sześciofuntową kalibru 57 mm z automatycznym systemem ładowania Molins, zbudowano tylko prototyp.
- AC Humber Mk III – powiększono wieżę, zwiększono załogę do 4 osób.
- AC Humber Mk III R.L. (Rear Link) – pojazd dla oficerów pośredniczenia łączności, przebudowano 34 pojazdy.
- AC Humber Mk IV – samochód uzbrojony w 1 armatę 37 mm, 1 karabin maszynowy Besa kalibru 7,92 mm, 1 karabin maszynowy Bren kalibru 7,7 mm, masa 7,3 t, załoga 3 ludzi, najliczniej produkowana wersja.
- AC Humber AA – pojazd przeciwlotniczy z 1943 roku, na podwoziu Mk I zamontowano nową wieżę z czterema karabinami maszynowymi Besa kalibru 7,92 mm[2], zamówiono 100 pojazdów[1]. Według D. Fletchera, dostarczono 50 wież, lecz jest mało prawdopodobne, żeby przebudowano dużą liczbę samochodów[14].